# Red Orchestra: Ostfront 41-45
Red Orchestra: Ostfront 41-45 è uno sparatutto in prima persona tattico per PC sviluppato dalla Tripwire Interactive e pubblicato nel 2006 da Bold Games. Il gioco si svolge sul Fronte orientale durante la seconda guerra mondiale tra il 1941 e il 1945. Red Orchestra: Ostfront 41-45 riproduce gli scontri avvenuti tra l'Unione Sovietica e la Germania nazista. I creatori del gioco, Tripwire Interactive, hanno sviluppato il gioco partendo dalla loro precedente mod per Unreal Tournament 2004, Red Orchestra: Combined Arms.

## Modalità di gioco
Red Orchestra si concentra interamente sulla modalità multigiocatore, lasciando in giocatore singolo semplicemente la modalità 'pratica' che permette solo di conoscere le immense mappe del gioco e di prendere confidenza con le armi. Red Orchestra vanta un avanzato sistema balistico sia per le armi da fanteria sia per i proiettili dei carri armati incorporando anche la gittata di un proiettile e la sua traiettoria. Per i carri armati inoltre sono incorporate proprietà quasi realistiche per l'armatura (con tanto di penetrazione e repulsione di un proiettile in relazione alla distanza e alla traiettoria d'angolo del proiettile). I movimenti del giocatore sono molto realistici e permettono di stare in ginocchio, correre (in piedi o abbassato), saltare, sdraiarsi per terra e posizionare una Mitragliatrice sugli oggetti che lo permettono.
In Red Orchestra salta subito all'occhio la cura verso il realismo rispetto agli altri giochi dello stesso genere.  Non c'è il "crosshair" (il classico mirino al centro dello schermo) ed il giocatore deve mirare attraverso il mirino metallico dell'arma; inoltre sono simulati i movimenti naturali del corpo umano come la respirazione che rendono la mira più difficile. A differenza degli altri FPS non c'è un contatore delle munizioni che indichi i proiettili nel caricatore, oltre al fatto che i proiettili non sono "sfusi" come si vede in molti giochi, ma sono divisi in caricatori che se cambiati quando non sono vuoti rimangono così come sono senza "riempirsi automaticamente". Inoltre non c'è la classica "barra della vita", che è sostituita da un omino stilizzato diviso nelle parti critiche del corpo (testa, addome, stomaco, le quattro articolazioni, mani e piedi) che possono essere ferite. Si può morire sia con un solo colpo sia con due o tre, in base al tipo di arma con cui si viene colpiti e alla zona in cui si viene colpiti (con un fucile come il kar98k o il mosin-nagant basta quasi sempre un colpo, mentre con armi più leggere come mitragliette e pistole in genere occorrono un minimo di due colpi, fatta eccezione per i colpi diretti alla testa e non di proiettili rimbalzati, che sono sempre letali). Se il giocatore viene ferito alle mani perde l'arma che stava utilizzando (essa cade per terra e la si può raccogliere), se invece viene ferito alle gambe o ai piedi i suoi movimenti saranno compromessi, rallentando drasticamente la velocità di movimento, che verrà poi gradualmente ripristinata nei successivi 10 secondi.
Sono disponibili i veicoli: carri armati e semi-cingolati da trasporto. Molti carri armati possono trasportare tre membri come equipaggio (un pilota, il comandante che ha il controllo del cannone e un mitragliere), li si può utilizzare anche da soli, ma non si potranno svolgere tutti e tre i compiti contemporaneamente (per caricare il cannone dopo un colpo ci vogliono alcuni secondi e se stai caricando il cannone non puoi guidare quindi sei una preda facile perché immobile). Tutti i giocatori presenti in un carro armato ricevono punti per le azioni compiute da quest'ultimo; per esempio se un carro armato distrugge un carro armato nemico tutti ricevono la loro quota di punti.
La curvatura del carro rispetto alla traiettoria del proiettile è in grado di determinare l'entità dei danni che il mezzo può riportare, che varia dalla completa deviazione del proiettile alla distruzione totale a seconda ovviamente del carro utilizzato.
Red Orchestra: Ostfront 41-45 presenta ventisette armi da fanteria utilizzabili e diciannove veicoli, basati sul reale equipaggiamento storico.

### Mappe
In Red Orchestra sono disponibili sedici mappe ufficiali e dieci mappe sviluppate dalla comunità, tutte supportate ufficialmente. Il Red Orchestra SDK permette la produzione di mappe.
Red Orchestra presenta tre tipi di mappe:
- Infantry mappe concentrate sulla fanteria. Sono mappe piccole, di solito non includono veicoli.
- Tank mappe concentrate sui carri armati.  Sono mappe enormi con la possibilità di muoversi con i veicoli. Queste mappe presentano una fanteria ridotta a poche classi come quella anticarro.
- Combined Arms mappa che combina mappe Tank e Infantry.

## Fanteria e dotazione
Nel gioco è possibile ricoprire vari ruoli. Di seguito riportate in tabella le varie classi ricopribili sia tedesche che sovietiche. Si prenda nota che a seconda della mappa può cambiare l'equipaggiamento a disposizione (per esempio è impossibile trovare uno "Schütze mit MK" con Gewehr 43 in una mappa ambientata prima della creazione del suddetto fucile).

### Fanteria tedesca
| Classe          | Arma primaria                              | Arma secondaria       | Altro                                 | Descrizione |
| --------------- | ------------------------------------------ | --------------------- | ------------------------------------- | --- |
| Gruppenführer   | MP40 MP41 Gewehr 41 (W) Gewehr 43 STG44    | Luger P08 Walther P38 | Nb.39 Binocolo                        | Leader della squadra e soldato con il rango più alto della squadra. Il suo compito è supervisionare il corretto completamento della missione da parte della squadra e direzionare la bocca di fuoco della MG. Armato per scontri ravvicinati.                                                                      |
| MG-Schütze      | MG34 MG42                                  | Luger P08 Walther P38 | Stielhandgranate Binocolo             | Armato con una MG è la fonte primaria di fuoco in una squadra. Grazie alla MG può infierire gravissimi danni al nemico ma deve star attento al surriscaldamento della canna, al munizionamento e ai possibili cecchini (data la sua posizione quasi sempre fissa). Dev'essere coperto dalla squadra.               |
| Pak-Soldat      | MP40 MP41 Gewehr 43 Kar98k                 |                       | Stielhandgranate Panzerfaust 60       | Durante la guerra fu introdotta una potentissima arma anticarro. Il Panzerfaust o "Tank-fist" è usato per penetrare le armature dei carri armati. Armata con quest'arma ora la fanteria può infliggere gravi danni ai carri armati nemici.                                                                         |
| Panzerbesatzung |                                            | Walther P38           |                                       | Parte dell'equipaggio di un carro armato può essere pilota, mitragliere (coassiale e non) e armiere. Ovviamente ci si specializza in un solo ruolo. |
| Panzerführer    | MP40                                       | Luger P08 Walther P38 | Stielhandgranate Binocolo             | Alias capocarro ha i compito di direzionare il carro armato e dare ordini a tutto l'equipaggio, spesso il capocarro è anche il cannoniere. |
| Scharfschütze   | Kar98k (con ottica) Gewehr 43 (con ottica) | Luger P08 Walther P38 | Stielhandgranate                      | Specialista nel camuffamento opera separatamente rispetto al resto della squadra. Utilizza un linguaggio a gesti e ha il ruolo di identificare le truppe nemiche. Efficace alle lunghissime distanze grazie all'ottica se scoperto preferisce defilare invece che affrontare il nemico in uno scontro ravvicinato. |
| Schütze         | Kar98k                                     |                       | Stielhandgranate                      | Colonna portante dell'esercito, il fuciliere ha una buona potenza di fuoco sin da notevole distanza. |
| Schütze mit MK  | Gewehr 41(W) Gewehr 43                     |                       | Stielhandgranate                      | Alcuni fucilieri sono dotati di questo nuovo tipo di fucile (semi-automatico) con il quale possono ingaggiare il nemico anche a distanze più ravvicinate pur mantenendo la stessa potenza di fuoco. |
| Stoßtruppe      | MP40 MP41 STG44                            |                       | Stielhandgranate                      | La classica fanteria d'assalto dotata con armi per il combattimento ravvicinato è ideale per ripulire trincee o edifici. Efficace solo a breve distanza, è vulnerabile alle lunghe distanze. |
| Stürmpioniere   | MP40 MP41 Gewehr 43                        |                       | Stielhandgranate 10 Lb Satchel Charge | Genieri specialisti ex fanteria d'assalto. I loro compiti sono: Demolizione, assalto di zone pesantemente difese, posizionamento di mine, eliminazione dei campi minati nemici e costruzione di ponti. |

### Fanteria sovietica
| Classe              | Arma primaria                            | Arma secondaria | Altro                           | Descrizione |
| ------------------- | ---------------------------------------- | --------------- | ------------------------------- | --- |
| Avtomatchik         | PPD-40 PPŠ-41 PPS-43                     |                 | Granata F1                      | Il suo ruolo è assalire le postazioni nemiche. Inefficace alle medie e lunghe distanze è invece devastante nei combattimenti ravvicinati (trincee e palazzi). |
| Ekipazh tanka       |                                          | TT-33           | Granata F1                      | Parte dell'equipaggio di un carro armato può essere pilota, mitragliere (coassiale e non) e armiere. Ovviamente ci si specializza in un solo ruolo. |
| Komandir otdeleniya | PPŠ-41 PPS-43 SVT-40                     | TT-33           | RDG-1 Binocolo                  | Leader della squadra e soldato con il rango più alto della squadra. Il suo compito è supervisionare il corretto completamento della missione da parte della squadra; è anche il responsabile munizioni della squadra. Armato per scontri ravvicinati.                                                            |
| Komandir tanka      | PPŠ-41                                   | TT-33           | Granata F1 Binocolo             | Alias capocarro ha i compito di direzionare il carro armato e dare ordini a tutto l'equipaggio, spesso il capocarro è anche il cannoniere. |
| PT-Soldat           | PTRD-41                                  | TT-33           | Granata F1 Binocolo             | Soldato armato con uno speciale fucile anticarro con proiettili perforanti di grosso calibro. Non efficace contro i carri pesantemente corazzati è invece ottimo per abbattere i carri leggeri e i semicingolati.                                                                                                |
| Pulemetchik         | DP-28                                    | TT-33           | Granata F1 Binocolo             | È il mitragliere della squadra. Non è potente come la controparte tedesca ma si surriscalda meno difficilmente ed è più facile da ricaricare. Per contrastare la potenza delle MG tedesche è stato aggiunto un mitragliere extra ad ogni squadra ma anch'essi vanno protetti come la controparte tedesca.        |
| Saper               | PTRD-41 PPS-43                           |                 | Granata F1 10 Lb Satchel Charge | Genieri specialisti ex fanteria d'assalto. I loro compiti sono: Demolizione, assalto di zone pesantemente difese, posizionamento di mine, eliminazione dei campi minati nemici e costruzione di ponti. |
| Sniper              | MN91/30 (con ottica) SVT-40 (con ottica) | TT-33           | Granata F1                      | Specialista nel camuffamento opera separatamente rispetto al resto della squadra. Utilizza un linguaggio a gesti ha il ruolo di identificare le truppe nemiche. Efficace alle lunghissime distanze grazie all'ottica se scoperto preferisce defilare invece che affrontare il nemico in uno scontro ravvicinato. |
| Strelok             | MN9130 M38 M44                           |                 | Granata F1                      | Colonna portante dell'esercito, il fuciliere ha una buona potenza di fuoco sin da notevole distanza. |
| Strelok-avto        | SVT-40                                   |                 | Granata F1                      | Primo esperimento sul campo di fuciliere dotato di fucile semi-automatico, ha lo stesso ruolo del fuciliere normale ma è più efficace anche alle brevi distanze. |

## Mod
Red Orchestra ha una comunità molto vasta sia per la produzione di mappe "custom" che per la produzione di "total conversion".
Mare Nostrum, ambientato nel teatro bellico nord africano e Darkest Hour: Europe '44-'45 che ripercorre le battaglie in Normandia tra tedeschi e angloamericani sono le mod maggiormente apprezzate dagli utenti di Red Orchestra.

## Sviluppo
Questo gioco nacque come mod di Unreal Tournament 2003, fu poi riadattato come mod per Unreal Tournament 2004. I suoi programmatori, i Tripwire Interactive, riuscirono con questa mod a vincere il primo premio del "Make Something Unreal Contest" indetto dalla NVIDIA (vinsero 1 milione di dollari e le licenze dei motori Unreal Engine 2 e 3). Lunedì 21 novembre 2005 la Tripwire Interactive annuncia Red Orchestra: Ostfront 41-45 su piattaforma Steam. Il gioco fu messo in commercio martedì 14 marzo 2006 alle 7pm GMT attraverso la rete di Steam. La prevendita invece iniziò un mese prima, il 14 febbraio. Per la pubblicazione in scatola invece fu incaricata la Bold Games.